# Лейрия
Вижте пояснителната страница за други значения на Лейрия.
Лейрѝя (на португалски: Leiria) е град в Португалия.

## Демография
| Население на Лейрия за (1801 – 2004) | Население на Лейрия за (1801 – 2004) | Население на Лейрия за (1801 – 2004) | Население на Лейрия за (1801 – 2004) | Население на Лейрия за (1801 – 2004) | Население на Лейрия за (1801 – 2004) | Население на Лейрия за (1801 – 2004) | Население на Лейрия за (1801 – 2004) | Население на Лейрия за (1801 – 2004) |
| ------------------------------------ | ------------------------------------ | ------------------------------------ | ------------------------------------ | ------------------------------------ | ------------------------------------ | ------------------------------------ | ------------------------------------ | ------------------------------------ |
| 1801                                 | 1849                                 | 1900                                 | 1930                                 | 1960                                 | 1981                                 | 1991                                 | 2001                                 | 2004                                 |
| 37.930                               | 29.803                               | 54.422                               | 55.234                               | 82.988                               | 96.517                               | 102.762                              | 119.847                              | 124.701                              |

## Административно деление
Градът се дели на следните 29 района (париши):
| - Амор - Арабал - Азоя - Бажока - Бароза - Барейра - Бидоейра де Сима - Боа Вища - Карангежейра - Карейра | - Карвиде - Шаинса - Коимбран - Колмейяш - Кортеш - Лейрия - Масейр - Маразеш - Мемория - Милагреш | - Монте Реал - Монте Редонду - Ортигоза - Парсейруш - Позуш - Регейра де Понтеш - Санта Катарина да Сера - Санта Еуфемия - Соту да Карпалоза |

## Побратимявания
- Маринга (Бразилия).
- Сен Мор де Фосе (Saint-Maur-des-Fossés) (Франция).
- Токушима (Япония).
- Сетубал (Португалия).
- Оливенса (Olivença) (Испания).
- Райне (Rheine) (Германия).
- Холтън (Halton) (Англия).
- Сао Филипе (Кабо Верде).
- Тонлин (Tongling) (Китай).
- Нампула (Мозамбик).
- Сао Пауло (Бразилия).